# Suburban Mayhem
Suburban Mayhem es una película de Australia de 2006 dirigida por Paul Goldman, escrita por Alice Bell, producida por Leah Churchill-Brown y el productor ejecutivo Jan Chapman. Cuenta con un reparto incluyendo a Emily Barclay, Michael Dorman, Anthony Hayes, Robert Morgan y Genevieve Lemon. 

## Filmación
Fue filmado en Sydney y Newcastle, Australia.Suburban Mayhem tuvo su estreno mundial en Cannes y su estreno norteamericano en el Festival de Cine Internacional de Toronto. Fue lanzado en Australia el 26 de octubre de 2006.

## Sinopsis
Aunque su nombre haga pensar en una superheroína del futuro, Katrina Skinner(Emily Barclay) vive en el presente. Casi se diría que en el puro, prosaico presente, y para peor no le importa, o le importa tan poco como todas las otras cosas: su condición de madre soltera de 19, su disfrute de automóviles a toda velocidad, sus novios cambiantes, su coqueteo con el filo de la muerte y el crimen...

## Reparto
- Emily Barclay es Katrina.
- Michael Dorman es Rusty.
- Anthony Hayes es Kenny.
- Robert Morgan es John.
- Genevieve Lemon es Dianne.
- Laurence Breuls es Danny.
- Steve Bastoni es Robert Andretti.
- Mia Wasikowska es Lilya.

## Festivales
- 2006 - Francia - Festival de Cannes
- 2006 - Australia - Festival Internacional de Cine de Melbourne
- 2006 - Canada - Festival de Cine Internacional de Toronto

## Premios
Ganados:
- 2006 Australian Writers Guild: Mejor Película Original (Alice Bell).
- 2006 Inside Film Awards: Mejor Actriz (Emily Barclay), Mejor Música, Mejor Edición.
- 2006 Australian Film Institute Awards: Mejor banda sonora original (Mick Harvey)
- 2006 Australian Film Institute Awards: Mejor actriz principal (Emily Barclay)
- 2006 Australian Film Institute Awards: Mejor actor de reparto (Anthony Hayes)

Nominados:
- 2006 Australian Film Institute Awards: Mejor Dirección (Paul Goldman), Mejor Actriz de Reparto (Genevieve Lemon), Premio AFI Actor Joven (Mia Wasikowska), Mejor Guion Original (Alice Bell), Mejor Montaje, Mejor Diseño de Producción, Mejor Diseño de Vestuario, Mejor Sonido.
- 2006 Premios del Cine Inside: Mejor Película, Mejor Director, Mejor Guion.

- Datos: Q2579375